# Kodachwad, Khanapur
Kodachwad là một làng thuộc tehsil Khanapur, huyện Belgaum, bang Karnataka, Ấn Độ.